# ساوت‌بریج (ویرجینیا)
ساوت‌بریج (به انگلیسی: Southbridge) یک منطقهٔ مسکونی در ایالات متحده آمریکا است که در شهرستان پرنس ویلیام، ویرجینیا واقع شده‌است.